# Parque Nacional Lago Puelo
O Parque Nacional Lago Puelo está localizado no noroeste da Província de Chubut, Argentina. Ela tem cerca de 27.600 ha.
Foi criado em 1937, embora na altura era um anexo ao Parque Nacional Los Alerces. Em 1971 começou a operar de forma independente. A razão para a sua criação é a proteção da paisagem e da flora.
Seu destaque são as montanhas com Lagos glaciais. O elevado teor de sedimentos glaciais faz transmitir uma cor turquesa e opaca na água.

## História
As comunidades Mapuche vivem ao leste das fronteiras do parque. Dentro do parque, existem os residentes permanentes que possuem uma autorização especial para esse fim.
O parque tem infra-estrutura para receber visitantes, para que eles possam acampar, tomar banho, fazer caminhadas e pescar no lago. Existem várias trilhas, a seguir, diferente de duração e dificuldade.

## Fauna e flora
A fauna nativa é grande e variada, composta por aves, raposas-vermelhas, coipos e pumas. A flora é composta de espécies da floresta chilena e flora nativas da mata da Patagônia argentina e dos Andes.
Entre as espécies introduzidas para a área inclui as trutas, uma espécie que tem feito com outros peixes nativos de distância.
No parque, existem áreas em que podemos ver arte rupestre e desenhos geométrico em pedra avermelhada.